# Belenois helcida
Belenois helcida é uma borboleta da família Pieridae  Pode ser encontrada em Madagascar.  O seu habitat natural é constituído por florestas.